# 堀勝洋
堀 勝洋（ほり かつひろ、1944年5月27日 - ）は、日本の法学者。専門は社会保障法。上智大学法学部地球環境法学科教授を経て、上智大学名誉教授。厚生労働省社会保障審議会年金数理部会長。社会保障審議会委員。福井県出身。

## 経歴
- 1967年 東京大学法学部卒業、厚生省入省
- 1980年 社会保障研究所（現国立社会保障・人口問題研究所）主任研究員
- 1994年 上智大学法学部教授
- 2001年 厚生労働省社会保障審議会委員（年金部会委員）

## 著作（単著のみ）
- 『福祉改革の戦略的課題』（中央法規出版、1987年）ISBN 4805804912

吉村賞受賞
- 『社会保障法判例』（中央法規出版、1990年）ISBN 4805806737
- 『社会保障法総論』（東京大学出版会、1994年）ISBN 4130320831

冲永賞受賞
- 『年金制度の再構築』（東洋経済新報社、1997年）ISBN 4492700404

第21回労働関係図書優秀賞受賞
- 『現代社会保障・社会福祉の基本問題』（ミネルヴァ書房、1997年）ISBN 4623028208
- 『年金の誤解』（東洋経済新報社、2005年）ISBN 4492701079